# جريمة أمريكية (فلم)
جريمة أمريكية هو فيلم جريمة تم إنتاجه في الولايات المتحدة وصدر في سنة 2007. من بطولة إلين بيج وكاثرين كينر. يستند الفيلم في قصته إلى واقعة حقيقة إلا وهي تعذيب الطفلة سيلفيا ليكنز وقتلها على يد ربة المنزل جيرترود بانيزوسكي في مدينة إندينابوليس. عُرِض الفيلم لأول مرة في مهرجان سندانس السينمائي عام 2007. لم يتم عرض الفيلم في صالات السينما وذلك نتيجة لمشاكل داخلية مع (فيرست تلوك أنترناشونال) وهي الشركة التي كانت ستقوم بتوزيع الفيلم. وكانت شبكة تلفزيون شوتايم أول من بث الفيلم على شاشات التلفزيون وذلك في العاشر من آيار/مايو عام 2008.
ترشح الفيلم لجائزة الجولدن جلوب وجائزة الأيمي برايم تايم وفي كلا الجائزتين كان الترشح عن أداء كنير. كما ترشح لجائزة رابطة كتاب أميركا.

## القصة

### البداية
تتنقل مشاهد فيلم (جريمة أمريكية) بين المحاكمة التي تجري أحداثها في عام 1966 وأحداث الجريمة التي وقعت في العام الذي سبق المحاكمة كما يرويها الشهود على المنصة. سيلفيا لينكز (إلين باج) البالغة من العمر ستة عشر عاماً وأختها ذات الخمسة عشر ربيعاً واسمها جيني (هاي لي ماكفارلند) اعتادتا على التّرحال برفقة والديهما اللذان يعملان في سيرك متجول. ولكنهما الآن تعيشان مع والدتهما بيتي لينكز (رومي روزمونت) بعد أن انفصلت مؤخراً عن زوجها، السيد ليستر لينكز (نايك سيرسي). يصطلح الزوجان وتعود المياه إلى مجاريها ويقرران الذهاب في جولة جديدة للسيرك. ويتفقان على أن يودعا ابنتيهما في رعاية أم عزباء اسمها جيرترود بانيسزويسكس، وهي أم الفتاتين اللتان التقتا ببنات آل لينكز في الكنيسة. ولمّا كانت جيرترود تعيش تحت وطأة ضغوطات مالية شديدة، فإنها تعرض على السيد لينكز أن ترعى شؤون الطفلتين مقابل عشرين دولاراً أسبوعياً. وهكذا بعد مغادرة الوالدين تسكن الطفلتين في بيت السيدة بانيسزويكس مع أولادها الستة وهم باولا (17 عاماً)، ستيفاني (16 عاماً)، جوني (13 عاماً)، ماري (12 عاماً) وشيرلي (10 أعوام) والطفل الرضيع كيني. تنشأ صداقة بين سيلفيا وباولا (أري جرينور) والتي تعترف لسيلفيا بأنها حامل من حبيبها المتزوج وتستحلفها على أن تبقي الأمر طي الكتمان.
وفي إحدى الأيام عند عودة الفتاتين لينكز من المدرسة، يستحوذ الغضب على جيرترود لأن الدفعة التي وعد بها السيد ليستر لم تأت بعد، وتقرر على أثر ذلك أن تعاقب الفتاتين بضربها بالحزام. تصل الدفعة بعد ذلك بوقت قصير مرفق معها رسالة من الوالدين إلا أن السيدة جيرترود تلقي بالرسالة في النفايات ولا تخبر الفتاتين عنها.

### تطور الأحداث والتعذيب
بينما كانت باولا وسيلفيا خارجتان معاً في إحدى المرات، تلتقي باولا مع حبيبها الذي يخبرها بأنه سيقطع علاقته وبها. وعندما تتوسل إليه أن يبقى معها فإنه يأخذ يضربها، في تلك اللحظة تتدخل سيلفيا وتخبر الرجل بأن باولا حامل حتى تثنيه عن الاستمرار في ضربها. يتملك الغضب من باولا وتتوعد سيلفيا بأنها ستدفع الثمن غالياً لفضحها السر. يشهد هذه الحادثة ريكي هوبس (إيفان بيترز) وهو أحد جيران عائلة بانيسزوسكي ومعجب بسيلفيا. في وقت لاحق تخبر باولا والدموع تنصب من عينها والدتها بأن سيلفيا تنشر الأكاذيب عنها. جيرترود تجبر سيلفيا على الاعتذار لباولا وتطلب من إبنها جوني (تريستان جيرارد) أن يمسك سيلفيا حتى يتسنى لباولا أن تضربها. في المدرسة، تنتشر الشائعات حول حمل باولا.
تعثر جيني على الرسالة التي أرسلها الوالدين في سلة القمامة وتحث سيلفيا على مُهاتفتهما. إلا أن المكالمة تنتهي بسرعة عندما ترى الفتاتان أبناء السيدة بانيسوسكس والذي يخبرون والدتهم بأمر المكالمة الهاتفية. جيرترود تتهم الفتاتين بأنهما سرقتا النقود منها لإجراء المكالمة الهاتفية بالرغم من أنهما باعتا زجاجات الصودا للحصول على النقود. تقوم السيدة جيرترود بإحراق سيلفيا بعقب سيجارة بتهمة السرقة.
وفي إحدى اجتماعات الكنيسة، يخبر أندي (جايمز فرانكو) وهو والد طفل جيرترود الرضيع، يخبرها بأن سيلفيا تنشر الشائعات عن حمل باولا. وعندما ترجع سيلفيا إلى البيت، تجد جيرترود في انتظارها وتتهمها بأنها كانت تغازل أحد الفتية عند الغداء وتنشر المزيد من الأكاذيب حول ابنتها. وحتى تجعل منها عبرة لأولادها، تجبر جيرترود سليفيا على إيلاج زجاجة كولا في مهبلها على مرأى الجميع. بعد ذلك، تأمرجيرترود كلاً من جوني وحبيب ستيفاني بإلقاء سيلفيا في القبو وحبسها هناك. وعندما تسأل جيني السيدة جيرترود كم من الوقت ستظل أختها حبيسة القبو تجيب السيد جيرترود: «حتى تتعلم الدرس». ومن ثم تخبر الجميع بأن يقولوا أن سيلفيا ذهبت إلى مصلحة الأحداث.
يبدأ الطفل جوني بإحضار أولاد الحي إلى القبو حتى يتسنى لهم الانخراط في التعذيب والإذلال الذي تتعرض له سيلفيا على يد جيرترود وأبنائها. ويؤكد جوني لأصدقائه بأن والدته لن تعترض على مشاركتهم في هذا التعذيب. وهكذا يبدأ الأطفال بالتردد على المنزل على نحو منتظم لضرب سيلفيا وإحراقها بأعقاب السجائر، الأمر الذي كان يتم بعلم من جيرترود ومباركة منها.
تبدأ باولا تشعر بوخز الضمير وتخبر والدتها بأنها كانت تصلي وتعتقد أن سيلفيا نالت كفايتها من العقاب. ولكن جيرترود تتجاهل دعواتها. وفي وقت لاحق، يعرج كاهن الكنيسة على السيدة جيرترود ويخبرها بأن باولا أخبرته بأنها حامل وألمحت له عن الانتهاك الذي تتعرض له سيلفيا. جيرترود تؤكد له بأنها أبعدت سيلفيا عن المنزل لما لها من تأثير سيء على الأطفال. وعند مغادرة الكاهن للمنزل، تأمر الجميع بالنزول إلى القبو، وهناك تطرح سليفيا على الأرضية وتثبتها وتشرع في خدشها بإبرة محمّاة لتكتب على بطنها: (عاهرة وأفتخر) ولمّا تعجز عن كتابة كامل الجملة تطلب من ريكي أن ينهيها.

### موت سيلفيا ونهاية الفيلم
في ساعة متأخرة من ذات اليوم، تساعد باولا سيلفيا على الهرب من المنزل حاملة إياها خارج القبو ومن ثم خارج المنزل. وعندها تستيقظ السيد جيرترود وتحاول أن تحول دون هرب سيلفيا، ولكن باولا تتصدى لها وتمنعها. يتعثر ريكي على سيلفيا في الطريق ويقلها في السيارة متجهاً إلى حيث يقيم والديها اللذان يعتريهما الرعب من الحالة التي إليها آلت سيلفيا. وبعد ذلك تتوجه سيلفيا برفقة والديها إلى منزل السيدة جيرترود للاطمئنان على حاله شقيقتها جيني. سيلفيا تدخل إلى المنزل وترى جثتها مسجاة على الأرض وبالقرب منه تجلس ستيفاني صارخة بأنها لا تتنفس. وهناك تقف لتشاهد هذا الموقف ومن ثم تغلق عيناها وتتلاشى من المكان ليظهر بعد ذلك أن هروبها وعودتها إلى المنزل كان مجرد هذيان أصابها قبل موتها. وفي ذلك الوقت، تستمر جيرترود في إصرارها على أن سيلفيا ليست ميتة وبأنها تتظاهر بذلك. ريكي يتصل بالشرطة وعند حضور رجال الشرطة تدنو جيني منهم وتقول لهم أخرجوني من هنا وسأحكي لكم ما كل ما كان.
عندما تعتلي جيني منصة الشهود، تخبر المدعي العام بأن سيلفيا لم تفعل أي شيء للسيدة جيرترود أو باولا أو لأي أحد آخر. وتضيف بأنها كانت ستتلقى ذات المعاملة التي تلقتها أختها إن هي لم تذعن للأمر. تنكر جيرترود أنها قامت بأي شيء خطأ وتلقي باللائمة في تعذيب سيلفيا وموتها على أطفالها وأصدقائهم غير أن المحكمة تعلنها مذنبة بجريمة القتل من الدرجة الأولى وتحكم عليها بالسجن المؤبد فيما يتكفل القانون بمصير الأطفال الذين يبكون خسارة والدتهم.
وتأخذ سيلفيا بعد ذلك تسرد تفاصيل العقوبات التي تلقاها بقيّة من شاركوا في التعذيب فيما تجلس جيرترود وحيدة في زنزانة السجن. وفيما هي زنزانتها يتبدى لجيرترود صورة الطفلة سيلفيا وهي تنظر إليها. تحاول جيرتود أن تتكلم ولكن تعجز عن النطق. وتظهر بعد ذلك روح سيلفيا تركب على دوامة الخيل في السيرك مشيرة إلى أنه المكان الوحيد الذي تشعر فيه بالأمان.

## طاقم التمثيل
1. Ellen Page as Sylvia Likens
2. Catherine Keener as Gertrude Baniszewski
3. Hayley McFarland as Jennifer Faye "Jennie" Likens
4. Ari Graynor as Paula Baniszewski
5. Scout Taylor-Compton as Stephanie Baniszewski
6. Nick Searcy as Lester Likens
7. Romy Rosemont as Betty Likens
8. Brian Geraghty as Bradley
9. Michael Welch as Teddy Lewis
10. Evan Peters as Ricky Hobbs

## الإنتاج
بدأ تصوير الفيلم في عام 2006. غالبية الممثلين لم يكونوا على علم مطلقاً قبل تصوير الفيلم بواقعة بينكز قبل قرائتهم لسيناريو الفيلم والذي أعتمد على نحو كبير على أرشيف المحكمة عن القضية. في البدء رفضت كاترين كينير لعب دور جيرترود ألا أنها التقت في وقت لاحق بالمخرج (تومي أو هافر) وقبلت الدور إذ أنها ما انفكت تفكر بالقصة ولم تستطع أن تخرجها من رأسها. أما الممثاة إلين بيج فقد كانت الخيار الوحيد والأمثل لتلعب دور سيلفيا لينكز.

## الأراء النقدية
لاقى الفيلم في العموم مراجعات مختلفة ومتباينة. فعلى موقع الطماطم المتعفنة، حصل الفيلم على نسبة 23 من مئة استناداً على 13 مراجعة وبمعدل 4/10. من جهتها، قالت جينيا بلافانت من صحيفة النيويورك تايمز عن الفيلم «... إنه أحد أفضل الأفلام التلفزيونية التي ظهرت على الشاشة منذ سنوات» وأشادت على أداء كاثرين كنير في تقمصها لشخيصية جيرترود.
أفلام أخرى مستوحاة من قصة ليكنز
في عام 2007 أيضاً، تم إنتاج فيلم آخر مستوحى من مأساة ليكنز. الفيلم بعنوان فتاة في البيت المجاور، وهو يستند على رواية تحمل نفس الاسم للكاتب جاك كيتشم. الفيلم من إخراج جريجوري ويلسون وتقو ببطولته بلانش بايكر بدور الجلاد وبليث أوفرات بدور الضحية. أطلق الفيلم في عام 2007 وتلقى ردود نقدية إيجابة في غالبيتها.

## وصلات خارجية
- جريمة أمريكية على موقع IMDb (الإنجليزية)
- جريمة أمريكية على موقع روتن توميتوز (الإنجليزية)
- جريمة أمريكية على موقع نتفليكس (الإنجليزية)
- جريمة أمريكية على موقع قاعدة بيانات الأفلام العربية
- جريمة أمريكية على موقع ألو سيني (الفرنسية)
- جريمة أمريكية على موقع Turner Classic Movies (الإنجليزية)
- جريمة أمريكية على موقع أول موفي (الإنجليزية)
- جريمة أمريكية على موقع بوكس أوفيس موجو (الإنجليزية)
- جريمة أمريكية على موقع فيلمافينيتي (الإسبانية)
- جريمة أمريكية على موقع قاعدة بيانات الأفلام السويدية (السويدية)